# Марія-Луїза Берті
Марія Луїза Берті (італ. Maria Luisa Berti; нар. 6 жовтня 1971, Сан-Марино) — капітан-регент Сан-Марино (1 квітня — 1 жовтня 2011), обрана разом з Філіппо Тамальїні.

## Життєпис
Народилася і живе в Сан-Марино. Там же закінчила середню школу і отримала ступінь з правознавства. Працювала адвокатом і нотаріусом.
Політичну діяльність розпочала, вступивши в 1989 році в Християнсько-демократичну партію. Була членом молодіжного руху християнських демократів, а також редактором газети «Action».
З 2001 по 2006 і з листопада 2008 року обирається у Велику генеральну раду.
| політик | Це незавершена стаття про політичну діячку. Ви можете допомогти проєкту, виправивши або дописавши її. |